# László Bodrogi
László Bodrogi (ur. 11 grudnia 1976 w Budapeszcie) – węgierski kolarz szosowy od 2007 roku reprezentujący Francję, dwukrotny medalista mistrzostw świata. Obecnie jest zawodnikiem grupy Team Type 1-Sanofi.

## Kariera
Pierwszy sukces w karierze László Bodrogi osiągnął w 1997 roku, kiedy zdobył srebrny medal w indywidualnej jeździe na czas w kategorii U-23 podczas mistrzostw świata w San Sebastián. W tej samej konkurencji był trzeci na rozgrywanych rok później mistrzostwach Europy U-23, a w 2000 roku zdobył brązowy medal na mistrzostwach świata w Plouay. W zawodach tych wyprzedzili go jedynie Ukrainiec Serhij Honczar oraz Niemiec Michael Rich. Kolejny medal zdobył siedem lat później, podczas mistrzostw świata w Stuttgarcie, gdzie w swej koronnej konkurencji zdobył srebro. W wyścigu tym zwyciężył Szwajcar Fabian Cancellara, a trzecie miejsce zajął Holender Stef Clement. Bodrogi trzykrotnie startował na igrzyskach olimpijskich, najlepszy wynik osiągając na igrzyskach w Atenach w 2004 roku, gdzie jazdę indywidualną na czas ukończył na 21. pozycji. Jest ponadto wielokrotnym medalistą mistrzostw Węgier.

## Najważniejsze zwycięstwa i sukcesy
- 2000
  - 3. miejsce w mistrzostwach świata (jazda indywidualna na czas)
- 2002
  -  1. miejsce w mistrzostwach kraju (jazda indywidualna na czas)
  - 3. miejsce w Post Danmark Rundt
    - 1. miejsce na 4b. etapie

  - 1. miejsce w Grand Prix Eddy Merckx
  - 1. miejsce w prologu Paryż-Nicea
  - 2. miejsce w Dwars door Vlaanderen
- 2003
  -  1. miejsce w mistrzostwach kraju (start wspólny)
  - 2. miejsce w Paryż-Bruksela
  - 2. miejsce w Grand Prix Eddy Merckx
- 2004
  -  1. miejsce w mistrzostwach kraju (start wspólny)
- 2005
  - 1. miejsce w Tour de Luxemburg
  - 2. miejsce w Tour de Vendée
- 2006
  - 1. miejsce na 6. etapie Österreich-Rundfahrt
  -  1. miejsce w mistrzostwach kraju (jazda indywidualna na czas)
  -  1. miejsce w mistrzostwach kraju (start wspólny)
- 2007
  -  1. miejsce w mistrzostwach kraju (jazda indywidualna na czas)
  - 2. miejsce w mistrzostwach świata (jazda indywidualna na czas)
  - 1. miejsce w Grand Prix des Nations
- 2008
  -  1. miejsce w mistrzostwach kraju (jazda indywidualna na czas)
- 2011
  - 5. miejsce w Paryż-Tours
- 2012
  - 3. miejsce w Tour du Poitou-Charentes